# Сражение при Браниско (1849)
Сражение при Браниско (венг. Branyiszkó, словацк. Pod Braniskom) — одно из решающих сражений во время зимней кампании венгерской армии периода войны за независимость 1848—1849 г.г. 5 февраля у перевала Браниско дивизия полковника Рихарда Гийона нанесли поражение австрийскому отряду генерала Франца Дейма, чем способствовала прорыву Дунайской армии навстречу венгерским главным силам, сосредоточенным у Тисы.
После сдачи Пешта 5 января 1849 года Дунайская армия Гёргея отступала на восток вдоль южных склонов Карпат, ведя почти непрерывные арьергардные бои.
Армия двигалась двумя колоннами в направлении Шепешсега: одна группа, северная, во главе с Гёргеем шла через перевал Стуречи в Попраде, другая, южная, во главе с полковником Рихардом Гийоном, в направлении Игло. Австрийские генералы Гётц и Яблоновски преследовали южную колонну, поэтому, когда Гёргей узнал, что перевал Браниско, ведущий из Шепешсега в Шарош, занят войсками генерала Франца Дейма, он приказал полковнику Гийону занять своей колонной перевал, чтобы потом объединёнными силами окружить австрийский корпус Шлика, стоявший у Кашши (Кошице).
Дивизия Гийона состояла из четырёх тысяч человек. Таким образом, нападающие были в два раза сильнее. Несмотря на то что условия местности благоприятствовали защитникам, Дейм занял боковые дороги и проходы рядом с перевалом, и у него не осталось достаточного количества людей для защиты самого Браниско.
Первая атака венгров не удалась, и самоуверенный Гийон лично возглавил следующую атаку. Одна часть решительно атаковала с фронта, захватывая одну позицию за другой, в то время как другая пыталась обойти австрийцев по крутому горному склону. Дейм, опасаясь, что может потерять все свои силы, отказался от защиты перевала и отступил к Эпериешу (Прешов).
В сражении потери венгерских войск составили сто пятьдесят, имперских войск — около восьмисот.
Гёргей, около полуночи получив в Лоче рапорт о победе Дивизия Гийона, немедленно приказал поднять тревогу и двинулся со своей армией в направлении Эпериеша. Дунайская армия благодаря прорыву у Браниско вышла из кольца имперских войск без серьёзных потерь.
Таким образом, общая военная ситуация стала благоприятной для венгерской стороны, что позволило объединить войска Гёргея с главными силами венгров и, в конце концов, победоносно начать весеннюю кампанию.